# IC 5253
IC 5253 ist eine linsenförmige Galaxie vom Hubble-Typ S0/a im Sternbild Pegasus am Nordsternhimmel. Sie ist schätzungsweise 324 Millionen Lichtjahre von der Milchstraße entfernt und hat einen Durchmesser von etwa 85.000 Lichtjahren.

Im selben Himmelsareal befinden sich u. a. die Galaxien NGC 7375 und IC 5254.
Das Objekt wurde am 9. November 1896 von Stéphane Javelle entdeckt.